# Pullach (Abensberg)

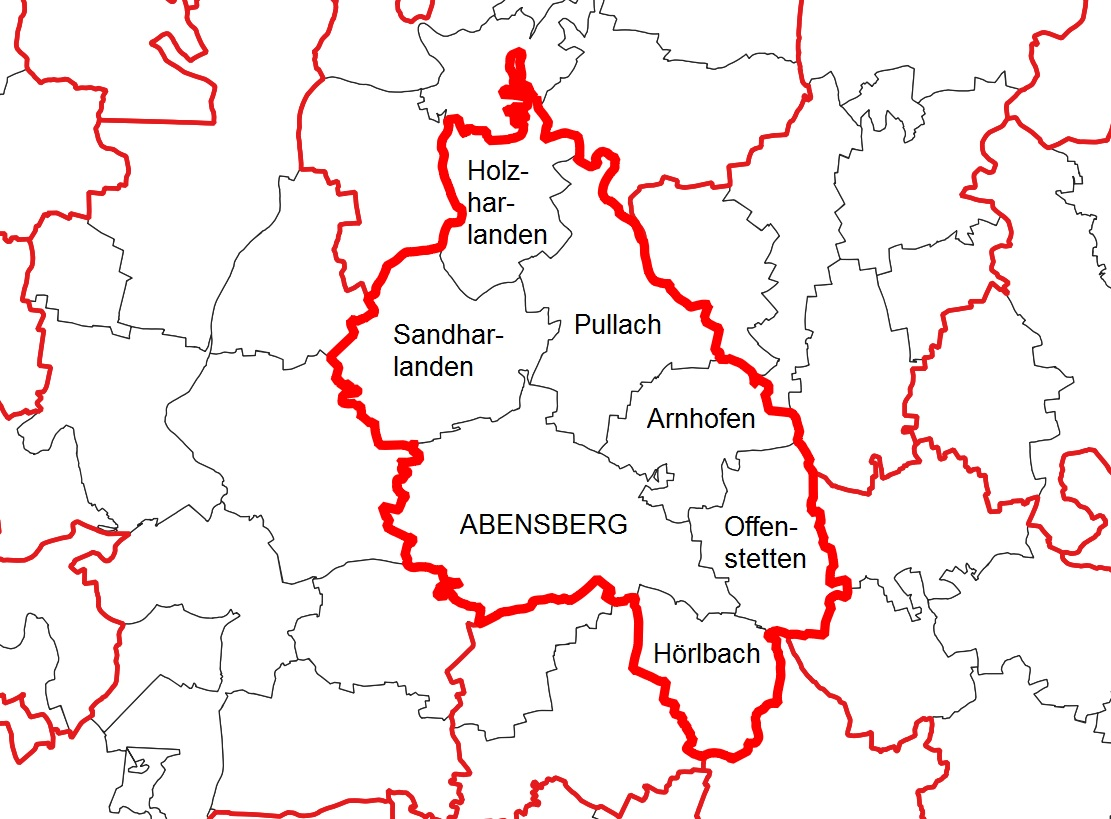
Die Gemarkung Pullach liegt im Nordosten der Stadt Abensberg

Pullach ist ein Gemeindeteil der Stadt Abensberg im Landkreis Kelheim in Niederbayern und eine Gemarkung im östlichen Stadtgebiet.

## Lage
Das Pfarrdorf liegt in einer flachen Senke, welche von den sanften Hügeln des hier endenden Jura umgeben wird. Östlich schließen die Niederungen eines breiten Trockentales an, das einst von der hier nordwärts über das Hopfenbachtal in den Kelheimer Talkessel abfließenden eiszeitlichen Ur-Abens geschaffen wurde. Regensburg ist in nordöstlicher Richtung etwa 35 km, Ingolstadt in westlicher 40 km entfernt. München liegt ungefähr 95 km südlich des Ortes. Pullach liegt an der Donautalbahn.
Die Gemarkung Pullach umfasst etwa 10 Quadratkilometer und liegt im Nordosten des Stadtgebiets von Abensberg. Auf ihr liegen die Abensberger Gemeindeteile Baiern, Kleedorf und Pullach.

## Geschichte
Die ältesten Quellen über den Ort sind die Traditionsbücher des nahen Klosters Weltenburg. In einer Urkunde vom 28. September 1113 tritt ein „Madelgar de Buloch“ als Zeuge auf. Andere Quellen gehen davon aus, dass der Ort im Jahr 1133 erstmals urkundlich erwähnt wurde.
Der Ort trat auch unter der Bezeichnung „Puloch“, „Pouloch“ und „Pulach“ (Pullach von „Bucherloh“, d. h. am Buchenwald) in Erscheinung. Die erste urkundliche Erwähnung der Pfarrei erfolgte im Jahre 1265.
Bei Bildung der politischen Gemeinden in den Jahren 1808/1818 wurden Pullach und die anliegenden Dörfer Baiern und Kleedorf zu einer Einheit zusammengefasst und im Rahmen der Gebietsreform am 1. Juli 1972 in die Stadt Abensberg eingegliedert.

## Baudenkmäler
Siehe auch: Liste der Baudenkmäler in Pullach
Die neue Pfarrkirche St. Nikolaus wurde 1905 unter dem Pfarrer Buechl nach Entwürfen des Regensburger Architekten Heinrich Hauberrisser im neogotischen Stil errichtet.

## Wirtschaft und Infrastruktur
Das unzersiedelte Dorf, das etwa 300 Einwohner zählt, hat seine ursprüngliche dörfliche Struktur erhalten können. Es ist stark landwirtschaftlich geprägt, weist jedoch in bedeutendem Umfang Wohnbebauung aus.